# Лабуде, кад рата не буде
Лабуде, кад рата не буде је осми студијски албум рок бенда Дивље јагоде издат 1994. године.

## Списак песама
На албуму се налазе следеће песме:

## Постава бенда
- Зеле Липовача – гитара
- Златан Чехић – вокал и бас
- Наско Будимлић – бубњеви